# Championnat d'Asie du Sud-Est de Formule 4
Le Championnat d'Asie du Sud-Est de Formule 4 (ou F4 SEA) est une compétition automobile de Formule 4.

## Histoire
Le championnat, bien que basé en Asie du Sud-Est sur des circuits en Malaisie, en Inde, dans les Philippines, en Indonésie ou encore à Taïwan, accueille des pilotes locaux mais aussi beaucoup de pilotes européens. Ce championnat asiatique accueille également régulièrement des pilotes européens pour une saison complète ou pour des piges, en parallèle à un autre championnat, tout comme le championnat d'Asie de Formule 3 à la catégorie supérieure. Le championnat se dispute avec des Formule 4 construites par Mygale, propulsées par des moteurs Renault. Les voitures sont préparées par Meritus Racing.

## Palmarès
| Année     | Vainqueur           | Voiture        |
| --------- | ------------------- | -------------- |
| 2016-2017 | Presley Martono     | Mygale-Renault |
| 2017-2018 | Daniel Cao          | Mygale-Renault |
| 2018      | Alessandro Ghiretti | Mygale-Renault |
| 2019      | Lucca Allen         | Mygale-Renault |